# Dương Khắc Mai
Dương Khắc Mai (hoặc Dương Ngọc Mai, sinh ngày 9 tháng 6 năm 1969) là Đại biểu Quốc hội nước Cộng hòa xã hội chủ nghĩa Việt Nam. Ông hiện là Tỉnh ủy viên, Phó Trưởng Đoàn Đại biểu Quốc hội chuyên trách tỉnh Đắk Nông, Ủy viên Ủy ban Tư pháp của Quốc hội, Đại biểu Quốc hội khóa XV từ Đắk Nông, Ủy viên Ban Chấp hành Trung ương Hội Cựu Thanh niên xung phong Việt Nam, Chủ tịch Hội Cựu Thanh niên xung phong tỉnh Đắk Nông. Ông từng là Ủy viên Ban Chấp hành Liên minh Hợp tác xã Việt Nam, Chủ tịch Liên minh Hợp tác xã tỉnh Đắk Nông.
Dương Khắc Mai là đảng viên Đảng Cộng sản Việt Nam, học vị Cử nhân Luật, Cử nhân Kinh tế, Thạc sĩ Quản lý công, Cao cấp lý luận chính trị. Ông có sự nghiệp đa phần công tác ở Đắk Lắk và Đắk Nông.

## Xuất thân và giáo dục
Dương Khắc Mai sinh ngày 9 tháng 6 năm 1969 tại xã Ea Kênh, huyện Krông Pắc, tỉnh Đắk Lắk, quê quán tại phường Thiệu Dương, thành phố Thanh Hóa, tỉnh Thanh Hóa. Ông lớn lên và tốt nghiệp phổ thông bổ túc 12/12 ở Đắk Lắk, học đại học và có hai bằng là Cử nhân Luật và Cử nhân Kinh tế, học cao học và có bằng Thạc sĩ chuyên ngành Quản lý công. Ông được kết nạp Đảng Cộng sản Việt Nam vào ngày 30 tháng 10 năm 1987, trở thành đảng viên chính thức sau đó 1 năm, từng theo học các khóa chính trị ở Học viện Chính trị Quốc gia Hồ Chí Minh và tốt nghiệp Cao cấp lý luận chính trị. Hiện ông thường trú ở phường Nghĩa Trung, thành phố Gia Nghĩa, tỉnh Đắk Nông.

## Sự nghiệp
Tháng 8 năm 1985, Dương Khắc Mai tình nguyện nhập ngũ Quân đội nhân dân Việt Nam, qua các đơn vị Tiểu đoàn Huấn luyện của Sư đoàn 470, rồi Trung đoàn 560 thuộc Ban Tham mưu của Binh đoàn Trường Sơn, đóng quân tại các tỉnh Gia Lai – Kon Tum, Nghĩa Bình. Những năm này, ông có cấp bậc Thượng sĩ, chức vụ là Chiến sĩ Liên lạc Đại đội, Chiến sĩ Công vụ của Thủ trưởng Trung đoàn. Ông xuất ngũ năm 1989, về Đắk Lắk và làm việc ở Nông trường cà phê Phước An, Nông trường cà phê Tháng 10, nay là Công ty cà phê Tháng 10 – là doanh nghiệp nhà nước của tỉnh. Ông làm việc ở đây 15 năm 1989–2004, vào tháng 1 năm 2004, khi mà tỉnh Đắk Lắk thành hai tỉnh Đắk Lắk và Đắk Nông thì ông tới Đắk Nông, tham gia công tác Đoàn Thanh niên Cộng sản Hồ Chí Minh của tỉnh, là Ủy viên Ban Thường vụ Tỉnh đoàn, kiêm Bí thư Đoàn Khối các cơ quan Dân chính đảng tỉnh Đắk Nông, và cũng là Ủy viên Chi bộ Tỉnh đoàn, Ủy viên Ban Chấp hành Liên đoàn Lao động tỉnh Đắk Nông khóa I, Ủy viên thư ký Hội Liên hiệp thanh niên Việt Nam tỉnh. Tháng 3 năm 2005, ông nhậm chức Phó Bí thư Tỉnh đoàn, Chủ tịch Hội đồng đội Thiếu niên Tiền phong Hồ Chí Minh tỉnh Đắk Nông, rồi là Phó Bí thư thường trực, giữ các chức vụ khác gồm Chủ tịch Hội Liên hiệp thanh niên Việt Nam tỉnh Đắk Nông, Ủy viên Ủy ban Trung ương Hội Liên hiệp thanh niên Việt Nam khóa V, Phó Chủ tịch Hội Cựu Thanh niên xung phong tỉnh Đắk Nông. Vào tháng 3 năm 2010, ông được điều chuyển làm Phó Trưởng Ban Dân vận Tỉnh ủy Đắk Nông, là Ủy viên Ban Chấp hành Đảng bộ Khối Các cơ quan tỉnh. Đến tháng 6 năm 2012, ông được điều sang Liên minh Hợp tác xã tỉnh Đắk Nông, nhậm chức Chủ tịch Liên minh, Ủy viên Ban Chấp hành Liên minh Hợp tác xã Việt Nam khóa IV.
Tháng 8 năm 2016, Dương Khắc Mai được bổ nhiệm làm Chánh Văn phòng Đoàn Đại biểu Quốc hội tỉnh, đồng thời là Ủy viên Ban Chấp hành Trung ương Hội Cựu Thanh niên xung phong Việt Nam, Chủ tịch Hội Cựu Thanh niên xung phong tỉnh Đắk Nông. Tháng 10 năm 2020, tại Đại hội Đảng Cộng sản tỉnh Đắk Nông lần thứ XII, nhiệm kỳ 2020–2025, ông được bầu vào Ban Chấp hành Đảng bộ tỉnh. Đầu năm 2021, với sự giới thiệu của Ủy ban Mặt trận Tổ quốc tỉnh, ông tham gia ứng cử đại biểu Quốc hội từ Đắk Nông, tại đơn vị bầu cử số 1 gồm huyện Krông Nô, Cư Jút, Đắk Mil, rồi trúng cử Đại biểu Quốc hội khóa XV với tỷ lệ 63,19%. Ngày 23 tháng 7 năm 2021, ông được phê chuẩn làm Ủy viên Ủy ban Tư pháp của Quốc hội, Phó Trưởng Đoàn Đại biểu Quốc hội chuyên trách tỉnh Đắk Nông.

## Khen thưởng
- Huân chương Lao động hạng Ba, 2013;